# Инбар
Инбар (Иврит: ענבר «янтарь») — самый маленький, всего 4 семьи, кибуц. Находится на севере Израиля

## История
Кибуц Инбар находится недалеко от библейской деревни Кфар Ханания.
В конце 70-х годов по программе Мицпим здесь было создано временное поселение для взрослых детей мошавников с целью подготовки к переходу в новое поселение.
Новая группа поселилась здесь в мае 1994 года в День независимости Израиля.

## Экономика
В этом кибуце полностью отсутствует сельское хозяйство. Экономика основана на туризме. В кибуце есть маленькая гостиница на 18 номеров